# تنقیه الکل
تنقیه الکل (انگلیسی: Alcohol enema) یک روش مصرف الکل است که آن را از طریق مقعد به راست روده یا روده بزرگ تنقیه می‌کنند. این روش مصرف بسیار خطرناک است زیرا می‌تواند منجر به مسمومیت بسیار سریع شود. همچنین امکان دفع مسمویت الکلی از طریق بالا آوردن هم ممکن نیست.

## روش استفاده
دو روش مختص برای تنقیه الکل گزارش‌شده، وارد کردن تامپون آغشته به الکل به داخل رکتوم یا لوله‌ای که به یک قیف متصل است که الکل در آن ریخته می‌شود، که به عنوان بیر بونگ شناخته می‌شود.
کیسه‌های تنقیه از نوعی که در پزشکی استفاده می‌شوند، که مثلاً برای درمان یبوست مورد استفاده قرار می‌گیرند، نیز به کار می‌روند.

## اثرات و خطرات
در مقایسه با نوشیدن الکل، مسمومیت با الکل در مصرف از طریق رکتوم بسیار سریع‌تر شروع می‌شود زیرا الکل مستقیماً وارد جریان خون می‌گردد. دستگاه گوارش تحتانی فاقد آنزیم الکل دهیدروژناز موجود در معده و کبد است که اتانول را به استیل آلدهید تجزیه می‌کند. استالدهید سمی‌تر از اتانول است و علت اصلی بسیاری از عوارض مزمن مرتبط با مصرف الکل است. وقتی اتانول از طریق مقعد جذب شود، در نهایت به کبد می‌رسد، اما میزان بالای الکل می‌تواند این اندام را تحت الشعاع قرار دهد. علاوه بر این، مصرف الکل از طریق مقعد، توانایی بدن در دفع سم از طریق استفراغ را خنثی (ناممکن) می‌کند.

## آیین‌های بومیان آمریکا
مایاها به‌طور آیینی الکل را به عنوان یک مادهٔ مخدر تنقیه می‌کردند و گاهی مواد روانگردان دیگری را نیز به آن اضافه می‌کردند تا به حالت خلسه بروند. از سرنگ‌های ساخته شده از کدو و خاک رس برای تزریق مایع استفاده شد.

## حوادث
در ماه مه ۲۰۰۴، مردی ۵۸ ساله اهل لیک جکسون، تگزاس، که تنقیه اکل توسط همسرش بر روی صورت گرفته بود، درگذشت. در مجموع، گمان می‌رود که به این مرد حداقل سه لیتر شری (حاوی حداقل ۴۵ سی‌سی الکل) به این روش استفاده کرده است. او از اعتیاد به الکل رنج می‌برد و به دلیل بیماری دردناک گلو، برای نوشیدن الکل با مشکل مواجه بود. همسر او به اتهام قتل غیرعمد تحت پیگرد قانونی قرار گرفت. در اوت ۲۰۰۷، دادستان‌ها به دلیل ناکافی بودن شواهد، اتهامات وی را لغو کردند.
در مورد دیگری استفاده از یک کیسه تنقیه پر از شراب سفید که به صورت خود-تنقیه مصرف شده بود، باعث مرگ مردی ۵۲ ساله‌ای که مبتلا به کلیسموفیلیا بود، شد. او را در حالی که نازل دستگاه تنقیه هنوز در مقعدش قرار داشت و کیسه تنقیه که از چوب لباسی کنار تختش آویزان بود، مرده پیدا کردند.